# Rabigus tenuis
Rabigus tenuis (лат.) — вид жуков-стафилинидов из подсемейства Staphylininae. Данный вид включён в Красную книгу Самарской области.

## Распространение и места обитания
Распространён почти по всей Европе, в средней полосе России, на Кавказе, в Турции, Иране, Узбекистане, Монголии, Китае и Японии. Обитает на влажных, песчаных и каменистых берегах рек, ручьёв, озёр, на солнечных каменистых склонах и на бездорожье. Живут на суглинистой и лёссовой почве, поросшей травянистыми растениями или совсем свободной от растительности. Часто встречается в городской местности.

## Описание имаго
Длина тела взрослых насекомых 4,5—5,5 мм.

## Описание преимагинальных стадий

### Яйцо
Яйцо (длина — 0,90—1,04 мм, ширина — 0,58—0,66 мм) молочно-белое, овальное. С 35-ю по всей поверхности, хорошо заметными и продольными рёбрышками, около 12-ти из которых расположены на заднем полюсе. На заднем конце яйца имеется расширенный отросток. Длина яйца превышает длину отростка в 2,8—5,6 раз.

### Личинка

#### Первого возраста
Длина тела 6,10—7,10 мм. Тело удлинённое; брюшко немного расширено к пятому сегменту, а затем немного сужается к кончику тела. Голова коричневая, жвалы тёмно-коричневые, усики, максиллы и лабиум желтоватые, переднеспинка желтовато-коричневая, средне- и заднегрудка желтовато-серая, ноги светлые желтовато-коричневые с коричневым тарсунгулусом (сочленение члеников лапок и коготка), брюшные тергиты серовато-белые, тело и урогомфы грязно-белые. Макро- и микро-щетинки головы, груди, некоторые щетинки брюшных сегментов простые; многие щетинки брюшных сегментов и урогомф ветвевидные и потёртые у вершины.

#### Второго возраста
Длина тела 3,87—5,65 мм.

#### Третьего возраста
Длина тела 2,80—4,50 мм. Голова желтовато-коричневая, передняя часть головы и жвалы светло-коричневые, тергиты передне-, средне- и заднегруди чуть притемнённые, усики и ноги ярко коричневые, брюшные слериты бесцветные, щетинки коричневые, тело и урогомфы грязно белые.

### Куколка
Длина тела куколки 3,4—3,8 мм. Сразу после окукливания тело жёлтое, затем оно становится оранжевым с тёмным окаймлением, выступы на переднеспинки и брюшка ярко коричневые; перед превращением куколка чёрная, за исключением оранжевой переднеспинки.

## Развитие
Личинки полностью развиваются, с момента появления из яйца до готовности к окукливанию, спустя три возраста. Личинки последнего возраста устраивают в почве куколочную колыбельку овальной формы, длиной 5 мм.